# Castronovo (famiglia)
I Castronovo sono un'antica famiglia siciliana il cui cognome trae origine dalla città di Castronovo, l'odierna Castronovo di Sicilia.

## Storia
La famiglia Castronovo è attestata in Sicilia per la prima volta nel 1195 in una bolla dell'Imperatore Enrico VI dove viene citato Mattheus in relazione alla Cappella Palatina in Palermo, sebbene le proprie origini siano riconducibili nell'odierno territorio di Castronovo di Sicilia come testimoniato da alcune registrazioni conservate nel Tabulario della Magione di Palermo .
I Castronovo saranno coinvolti nelle guerre dei Vespri siciliani tra le file aragonesi e dove Guglielmo sarà menzionato tra i sottoscrittori del mai avvenuto duello tra Pietro III di Aragona e Carlo I d'Angiò. Il legame tra Pietro III e Guglielmo è attestato già nel 1279 dove lo stesso Guglielmo è menzionato tra i testimoni del re in occasione della firma di alcune concessioni ai mercanti di Barcellona nonché in altri atti inerenti all'attività dello stesso re. Nel 1316 Dalmucius viene nominato cavaliere  da Federico III d'Aragona.
Tra il 1400 e il 1500 la famiglia raggiungerà il massimo splendore con Gerardo, che nel 1432 è menzionato quale castellano in Milazzo mentre un altro Gerardo nel 1555-1556 rivestirà la carica di senatore in Palermo, Rettore Mercator dell'Ospedale di San Bartolomeo e dell’Ospedale Grande nonché Giurato della Conceria. Gerardo ebbe quattro figli, Isabella, Ippolita, Porzia e Giuseppe Agamennone; quest'ultimo sarà nominato suo erede nel 1562.
Giuseppe Agamennone sposò Eleonora Valguarnera dalla quale ebbe Giuseppe, Belisario e Caterina, Caterina fu nominata erede universale e portò l'eredità della famiglia in dote al secondo marito Fortunio Arrighetti membro di una nobile famiglia senese. L'Arrighetti morì il 24 febbraio 1650 nominando la moglie Caterina suo erede universale.
Caterina ebbe dall'Arrighetti qiuattro figlie Vittoria, Dorotea, Luisa e Giovanna, Luisa sposerà Giuseppe Strozzi dell'omonima nobile casata fiorentina, alla morte di Caterina avvenuta il 21 febbraio 1650  il patrimonio dei Castronovo passerà allo Strozzi per via della moglie Luisa e tra i beni acquisiti vi è la Baronia di Sant'Anna, situata nel Vallo di Mazara   composta dai feudi del Gurgo, del Celso e metà del feudo della Scala.
Belisario, figlio di Giuseppe Agamennone e fratello di Caterina sposò Giovanna Valguarnera dalla quale ebbe Isabella che non proseguì la discendenza.
Giuseppe, fratello di Belisario e Caterina continuò la sua discendenza e non fu destinatario di alcuna parte del patrimonio di famiglia . 
Dalla seconda metà del XVII secolo i Castronovo spostarono il centro dei loro interessi economici nell'interno dell'isola, luoghi ai quali furono sempre legati data anche la collocazione dei propri possedimenti.

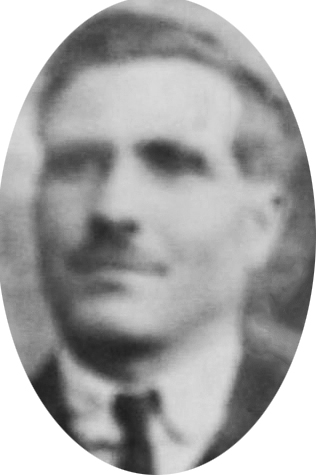
Rocco Castronovo inizi 1900

Nel 1787 Arcangelo fu nominato con patente regia Intendente generale di campagna e fu coinvolto attivamente nel processo di modernizzazione delle campagne siciliane   .Nella prima metà del 1800 Antonio lascia Favara  per trasferirsi a Riesi dove sposò nel 1844 Stefania Puzzanghera dell'omonima famiglia che diede i natali a Rosario Puzzanghera uno dei fondatori della Società segreta “La Giovane Italia” facente capo a Giuseppe Mazzini  .
I figli di Rocco lasceranno definitivamente la Sicilia nella prima metà del 1900 per trasferirsi a Torino, Roma e Cagliari. Il ramo romano e cagliaritano si sono estinti mentre è ancora attivo il ramo torinese.

## Arma dei Castronovo

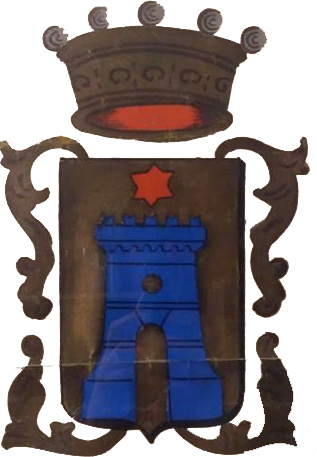
Stemma dei Castronovo proveniente dal fondo Gesù Castronovo

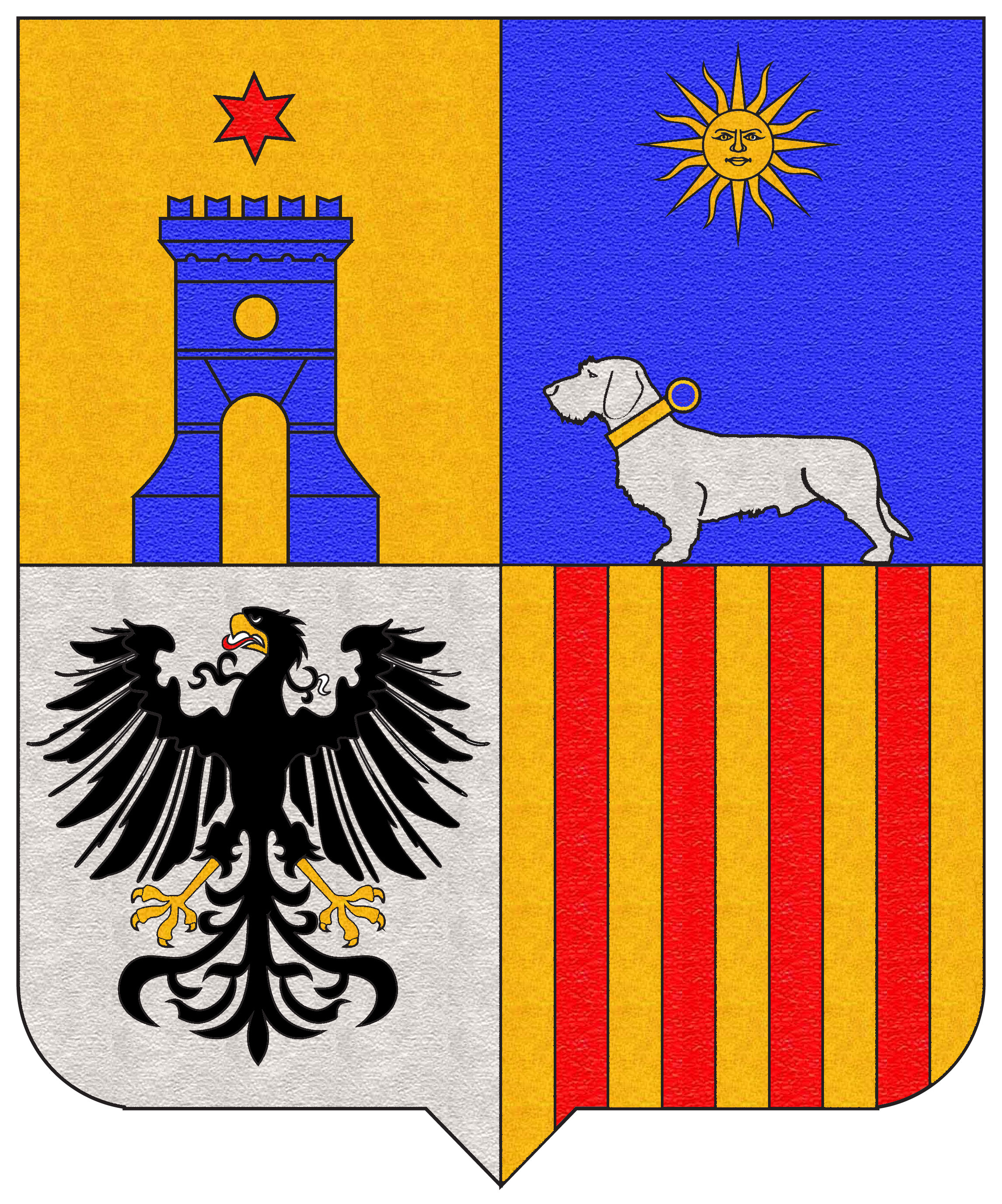

Le fonti non ci hanno restituito lo stemma originario della famiglia, Gesù  ( o Giosuè) figlio minore di Rocco , tenore e storico, conservava nel suo studio romano uno stemma la cui arma era d'oro alla torre d'azzurro merlata ed aperta d'oro, sormontata da una stella a sei punte rossa tale stemma non trova alcun riscontro nelle fonti.
L'attuale stemma in uso è stato concesso dal Cronista de Armas de Castilla y León  il Marqués de la Floresta Alfonso de Ceballos-Escalera y Gila al ramo torinese della famiglia.
Arma :Inquartato, I d'oro alla torre d'azzurro merlata ed aperta d'oro, sormontata da una stella a sei punte rossa; II d'azzurro al cane di razza bassotto tedesco d'argento collarinato d'oro e sormontato da un sole d'oro; III d'argento all'aquila di nero, rostrata, linguata, membrata e armata di rosso; IV palato d'oro e rosso.
Motto : Parcere subiectis et debellare superbos

## Baronie, titoli e dimore

### La Baronia di Sant'Anna, il Marchesato di Flores, la Baronia di Pettineo e di Magaido.

#### La Baronia di Sant' Anna dal 1622 al 1643.
La Baronia di Sant'Anna fu fondata nel 1622 dal Francesco Alliata Principe di Villanova, membro dell'omonima famiglia degli Alliata, essa includeva i feudi di Gurgio, Celso, Manco e Scala, territori oggi ricadenti nel territorio comunale di Caltabellotta e più precisamente nella frazione di Sant'Anna. Il feudo fu trasferito a Fortunio Arrighetti, marito di Caterina Castronovo. Con la morte dell'Arrighetti la Baronia fu trasferita alla moglie Caterina , la quale a sua volta la trasferì nel 1641  alla figlia Luisa Arrighetti Castronovo quale dote in occasione del matrimonio con Giuseppe Strozzi.

#### Il Principato di Sant'Anna dal 1643 al 1764.
Con decreto del re Filippo IV di Spagna, nel 1643 la Baronia di Sant'Anna fu elevata a principato e Giuseppe Strozzi nominato primo principe di Sant' Anna. Alla morte dello Strozzi i titoli e le proprietà furono ereditate dalla moglie, Luisa Arrighetti Castronovo la quale divenne marchesa di Flores e principessa di Sant'Anna nel 1690.
Alla morte di Luisa Arrighetti Castronovo, avvenuta nel 1691 il titolo di marchese di Flores fu trasferito al nipote Giuseppe Naselli Gisulfo e Strozzi, mentre quello di Principessa di Sant'Anna passò alla nipote Eleonora Ferreri Arrighetti, figlia della sorella di Luisa, Giovanna Arrighetti Castronovo e di Giovanni Francesco II Ferreri, barone di Pettineo e di Magaido. Eleonora sposò Marco Mancini, terzo marchese dell'Ogliastro,dell'omonima famiglia dei Mancini,  e non avendo avuto figli al titolo di principe di Sant'Anna successe Fortunio Valguarnera e Arrighetti, Marchese di Regiovanni . Fortunio era il figlio di Giuseppe Valguarnera e Vittoria Arrighetti Castronovo .
Il 6 maggio 1764 il titolo di principe di Sant'Anna fu venduto a Michele Asmundo e Landolina, Barone di Gisira dell'omonima famiglia degli Asmundo il quale fece commutare il titolo di principe di Sant'Anna in principe di Gisira.

#### Marchesi di Flores (1690 -1691)
Con la morte di Giuseppe Strozzi, nel 1690 la moglie, Luisa Arrighetti Castronovo successe al titolo di Marchesa di Flores fino al 1691, anno della sua morte, alla quale le successe a sua volta il nipote Giuseppe Naselli Gisulfo e Strozzi. La famiglia Naselli mantenne la titolarietà del titolo fino. all'entrata in vigore della costituzione repubblicana.

#### Baroni di Pettineo e di Magaido (1648 - 1651)
Le baronie di Pettineo e di Magaido sono situate nell'attuale Provincia di Messina, il titolo di baronessa di Pettineo e di Magaido pervenne nel 1648 a Giovanna Arrighetti Castronovo a seguito della morte del marito, Giovanni Francesco II Ferreri . Alla sua morte Il titolo di Barone di Pettineo e di Magaido fu trasferito al figlio Alessandro nel 1651. 
Alla morte prematura di Alessandro succedette la sorella Eleonora, moglie di Marco Mancini, terzo Marchese dell'Ogliastro, e alla morte di questa, non avendo discendenti diretti, il titolo passò, nel 1702, alla famiglia dei Valguarnera, nello specifico a Fortunio Valguarnera e Arrighetti, Marchese di Regiovanni. La famiglia Valguarnera  risulta imparentata con i Castronovo sia dal matrimonio tra Giuseppe Agamennone Castronovo ed Eleonora Valguarnera sia con il matrimonio tra Vittoria Arrighetti Castronovo e Giuseppe Valguarnera.
Relativamente i titoli di Marchese di Regiovanni, Barone di Pettineo e Barone di Magaido, alla morte di Fortunio Valguarnera essi passarono alla figlia Vittoria che sposò Carlo Ventimiglia dell'omonima famiglia dei Ventimiglia . 
Attualmente i titoli fanno parte del patrimonio dinastico della famiglia Paternò Ventimiglia di Spedalotto di cui Silvia Paternò di Spedalotto dei Marchesi di Regiovanni, moglie di Amedeo di Savoia-Aosta, duca d'Aosta.

## Castronovo illustri
Questa sezione contiene un elenco indicativo e non esaustivo dei personaggi celebri aventi come cognome Castronovo. I membri della casata sono debitamente segnalati.
- Guglielmo (de) Castronovo (Guillaume de Chateauneuf), Gran maestro dell'Ordine di Malta dal 1242 al 1258.
- Guglielmo (de) Castronovo, membro della casata, menzionato quale giurato di Pietro III di Aragona nel 1279.
- Gerardo Castronovo, membro della casata, castellano in Milazzo nel 1432.
- Gerardo Castronovo, membro della casata, senatore in Palermo nel 1555-1556.
- Ettore Castronovo, scienziato italiano (1894 -1954).
- Giuseppe Vito Castronovo, storico (1814 -1893).
- Gesù (Giosuè) Castronovo, membro della casata, storico e tenore.
- Valerio Castronovo, storico.
- Simone Castronovo, membro della casata, storico e giurista.
- Antonio (detto Andò), 1996, rampollo della casata, giurista in divenire presso l’Università di Pavia, ex-allievo del prestigioso Collegio F.lli Cairoli